# 김일권 (야구인)
김일권(金一權, 1956년 9월 20일 ~ )은 전 KBO 리그 해태 타이거즈와 태평양 돌핀스의 선수이다.
한국 프로 야구 원년인 1982년 시즌 도루왕을 포함 프로 통산 5번의 도루왕을 차지했으며, 1989년에는 외야수 부문 골든 글러브 상을 수상하기도 했다. 이순철, 이종범 이전 타이거즈의 초대 도루왕 겸 부동의 1번타자로 80년대 스타였으나 소위 '불고기 화형식' 뿐 아니라 조창수 전 코치와 충돌사고를 빚는 등 개인주의적인 것 외에도 팀 내부의 단합을 저해하는 스타일이라 해태 측으로부터 애물단지가 되어 1987년 11월 19일 태평양 돌핀스로 현금 트레이드됐고 이 팀에서 이적 첫 해 본인의 처음이자 마지막 3할타율, 2년 연속(89~90년) 도루왕을 기록하여 제 2의 전성기를 누렸지만 1990년 12월 16일 태평양에서 자유계약선수로 풀려 한동안 소속팀을 찾지 못했다가 1991년 1월 9일 LG 트윈스에서 둥지를 틀었으나 이렇다할 활약을 펼치지 못한 채 결국 그 해를 끝으로 은퇴했다.

## 어린 시절
김일권은 전북 군산시 둔율동에서 7남매 중 막내로 태어났다. 아버지 직업은 교육 행정직 공무원. 겨우 가난은 면할 수 있었다. 군산 남초등학교 4학년 때 특별 활동을 통해 야구를 시작해서 투수와 3루수를 겸했는데, 그때부터 영호남 대회 2연패를 하는 등 운동장을 누볐다.
남초등학교 야구부는 군산 시내 4개 초등학교 중 가장 강팀으로 성장했다. 김일권, 송상복, 양종수, 조양연, 김기철 등 선수 11명의 연습을 눈여겨본 당시 전북 야구협회 이용일 회장과 군산 남중·상고 김병문 교장은 그들을 모두 1968년 창단한 군산남중학교에 특기생으로 입학시킨다. 그중 김일권, 송상복, 양종수, 조양연 등은 3년 후 나란히 군산상고에 입학했다.

## 현역 은퇴 후
1991년을 끝으로 은퇴한 뒤 한동안 현장을 떠났다가 한동화 감독이 1993년 시즌 후 2년 계약 형식으로 쌍방울 레이더스 감독에 부임하자 고향 팀인 쌍방울 주루코치를 맡아 현장에 돌아왔는데 김충 전 MBC 코치가 감독으로 승격한 한동화  수석코치 후임 물망에 올랐으나 구단 측의 반대로 무산됐고 이 과정에서 한동화 감독의 전임 신용균 감독의 부임과 함께 영입된 성기영 2군감독과 김용남 2군 투수코치, 계형철 1군 투수코치가  각각 수석코치,1군 투수코치, 2군 감독대행으로 자리를 옮겼으며 김우열 전 OB 코치가 1994년 6월 13일 쌍방울 1군 타격코치로 부임하면서 생긴 보직 변경에 따라 성기영 김용남 계형철 코치가 김우열 코치 부임 전까지의 보직으로 되돌아갔는데 1991년 10월 22일부터 3년 계약 형식으로 태평양 감독에 취임한 정동진 감독이 4년 연속 포스트시즌 진출에 실패하여 1993년 시즌 뒤 김인식 감독이 정동진 감독 후임설에 거론될 당시 주루코치 물망에 올랐음에도 역대 인천 팀 감독 중 계약기간을 채운 사람이 단 한명도 없었던 점 뿐 아니라 주전들의 잇따른 부상으로 전력 공백이 컸던 점을 고려하여 김의광 사장이 정동진 감독에게 마지막 기회를 줘 정동진 감독이 태평양에 그대로 잔류하는 바람에 좌절됐다.
한편, 1993년 시즌 후 2년 계약 형식으로  쌍방울 감독에 부임한 한동화 감독은 매년 유망주들을 쌍방울과 1992년 11월 3일부터 자매결연을 맺은 일본프로야구 팀인 야쿠르트 스왈로스의 가을 캠프에 보내던 관례를 거부하는 등 김인식 창단감독과 마찬가지로 미국야구 신봉자라 소위 '일본통'이었던 이용일 당시 구단주 대행과 사이가 좋지 않았으며 결국 1995년 시즌 연패를 반복하면서 하위권으로 추락하자 같은 해 5월 19일  감독에서 해임됐고 이 과정에서 사장 단장이 동시에 해임되었으며  김우열 타격코치가 감독대행으로 승격했다.
그 뒤,  1995년 시즌 후 김성근 감독이 부임하면서 김우열 감독대행, 성기영 2군감독, 김용남 2군 투수코치, 정영기 1군 수비코치와 함께 팀을 떠났고 프로 첫 팀인 해태 타이거즈 주루코치로 이적했으며 프로 마지막 팀이었던 LG 트윈스 시절 팀 동료인 김재박 감독의 부름을 받아 1997년 시즌 뒤 현대 유니콘스 주루코치로 자리를 옮겼으나 김재박 감독과 사이가 안 좋아졌는지 결국 1년 만에 물러나 또다시 현장을 떠나기도 했다.
이후, 2002년 시즌 뒤 주루플레이와 기동력 강화를 위해 삼성 라이온즈 2군 주루코치로 영입되어 현장에 돌아왔으나 당뇨병 탓인지 2004년 9월 자진 사퇴한 후 프로야구계와 인연을 끊었는데 개인주의적인 것 외에도 팀 내부의 단합을 저해하는 스타일이라 2004년 9월 삼성 2군 주루코치직에서 자진 사퇴한 뒤 프로야구계에 돌아오지 못하고 있다.
아울러, 신용균 감독 부임과 더불어 쌍방울에서 젊은 선수들과 코치를 야쿠르트 가을캠프에 보내는 관례는 신용균 감독의 후임이자 신 감독과 달리 소위 '미국통'이었던 한동화 감독이 부임하면서 1993년을 끝으로 중단됐다가  1997년부터 재개되어 1998년까지 지속됐다.

## 김일권을 연기한 배우
- 최민철 - 퍼펙트 게임 (2011년 영화)

## 주요 기록
- 진한 바탕은 한국 프로 야구 최초 기록임

| 기록    | 날짜        | 소속   | 구장 | 상대팀 | 상대 투수 | 경기수 | 달성 당시 나이   | 기타              | 각주   |
| ------- | ----------- | ------ | ---- | ------ | --------- | ------ | ---------------- | ----------------- | ------ |
| 100도루 | 1983. 9. 26 | 해태   | 인천 | 삼미   |           |        |                  |                   | [ 24 ] |
| 200도루 | 1986. 8. 21 | 해태   | 광주 | 삼성   |           | 406    | 29세 11개월 1일  |                   | [ 25 ] |
| 300도루 | 1989. 9. 7  | 태평양 | 인천 | 해태   |           | 667    | 32세 11개월 17일 | 은퇴시 통산 363개 | [ 25 ] |

## 통산 기록
| 연 도           | 소 속           | 나 이           | 출 장 | 타 석 | 타 수 | 득 점 | 안 타 | 2 루 타 | 3 루 타 | 홈 런 | 타 점 | 도 루 | 도 실 | 볼 넷 | 삼 진 | 타 율 | 출 루 율 | 장 타 율 | O P S | 루 타 | 병 살 타 | 몸 맞 | 희 타 | 희 플 | 고 4 |
| --------------- | --------------- | --------------- | ----- | ----- | ----- | ----- | ----- | ------- | ------- | ----- | ----- | ----- | ----- | ----- | ----- | ----- | -------- | -------- | ----- | ----- | -------- | ----- | ----- | ----- | ---- |
| 1982            | 해태            | 26              | 75    | 330   | 282   | 48    | 76    | 12      | 1       | 11    | 36    | 53    | 17    | 42    | 18    | .270  | .370     | .436     | .806  | 123   | 4        | 3     | 1     | 2     | 2    |
| 1983            | 해태            | 27              | 96    | 419   | 374   | 45    | 103   | 13      | 1       | 6     | 26    | 48    | 22    | 35    | 34    | .275  | .347     | .364     | .711  | 136   | 7        | 6     | 2     | 2     | 3    |
| 1984            | 해태            | 28              | 62    | 274   | 245   | 29    | 59    | 9       | 0       | 2     | 17    | 41    | 12    | 22    | 20    | .241  | .309     | .302     | .611  | 74    | 7        | 2     | 5     | 0     | 0    |
| 1985            | 해태            | 29              | 92    | 361   | 316   | 38    | 88    | 11      | 4       | 4     | 38    | 39    | 19    | 33    | 23    | .278  | .352     | .377     | .729  | 119   | 4        | 3     | 6     | 3     | 0    |
| 1986            | 해태            | 30              | 96    | 297   | 258   | 32    | 48    | 6       | 1       | 1     | 20    | 22    | 5     | 24    | 20    | .186  | .259     | .229     | .487  | 59    | 4        | 2     | 11    | 2     | 0    |
| 1987            | 해태            | 31              | 63    | 204   | 175   | 20    | 40    | 6       | 0       | 0     | 10    | 16    | 8     | 17    | 15    | .229  | .294     | .263     | .557  | 46    | 3        | 0     | 10    | 2     | 1    |
| 1988            | 태평양          | 32              | 89    | 343   | 309   | 35    | 93    | 11      | 5       | 3     | 34    | 26    | 14    | 16    | 8     | .301  | .337     | .398     | .735  | 123   | 9        | 3     | 11    | 4     | 1    |
| 1989            | 태평양          | 33              | 113   | 437   | 383   | 48    | 100   | 23      | 1       | 1     | 28    | 62    | 22    | 36    | 19    | .261  | .324     | .334     | .658  | 128   | 8        | 1     | 14    | 3     | 3    |
| 1990            | 태평양          | 34              | 98    | 376   | 336   | 48    | 85    | 9       | 1       | 0     | 27    | 48    | 20    | 32    | 21    | .253  | .319     | .286     | .605  | 96    | 7        | 1     | 6     | 1     | 1    |
| 1991            | LG              | 35              | 58    | 155   | 139   | 21    | 21    | 1       | 2       | 0     | 7     | 8     | 7     | 10    | 9     | .151  | .212     | .187     | .399  | 26    | 3        | 1     | 4     | 1     | 0    |
| KBO 통산 : 10년 | KBO 통산 : 10년 | KBO 통산 : 10년 | 842   | 3196  | 2817  | 364   | 713   | 101     | 16      | 28    | 243   | 363   | 146   | 267   | 187   | .253  | .321     | .330     | .651  | 930   | 56       | 22    | 70    | 20    | 11   |

- 시즌 기록 중 굵은 글씨는 해당 시즌 최고 기록